# Epipona guérini
Epipona guérini är en getingart som först beskrevs av Henri Saussure 1854.  Epipona guérini ingår i släktet Epipona och familjen getingar. Inga underarter finns listade i Catalogue of Life.